# Jetis (Kaliwungu)
Jetis is een bestuurslaag in het regentschap Semarang van de provincie Midden-Java, Indonesië. Jetis telt 2366 inwoners (volkstelling 2010).